# Minister voor Rechtsbescherming
De minister voor Rechtsbescherming was een Nederlandse minister zonder portefeuille. De post werd in 2017 ingesteld bij het kabinet-Rutte III en kwam ook terug in het kabinet-Rutte IV. In het eindverslag van de formateur voor het kabinet-Rutte III werd de nieuwe ministerspost voor het eerst officieel genoemd. De post viel onder het ministerie van Justitie en Veiligheid. Deze minister ging onder andere over het rechtsbestel (rechters en rechtbanken, Raad voor de rechtspraak, juridische beroepen, rechtsbijstand, slachtofferhulp, uitvoering van sancties (CJIB), gevangenissen, kansspelen en bescherming persoonsgegevens). Vanaf het aantreden van het kabinet-Schoof is de positie van minister omgezet naar staatssecretaris Rechtsbescherming. Deze functie wordt vervuld door Teun Struycken (NSC).
De portefeuille van de minister omvatte in Rutte IV:
- Raad voor de Rechtspraak/Zittende Magistratuur
- Juridische beroepen
- Rechtsbestel
- Rechtsbijstand
- Slachtofferhulp
- Sanctiebeleid (DJI, inclusief TBS), inclusief bijbehorende wijzigingen Wetboek van Strafrecht
- Justitieel jeugdbeleid
- Aanpak recidive
- Uitvoeringsketen strafrechtelijke beslissingen
- Adoptie
- Preventie
- Wet rechtelijke organisatie
- Wet Burgerlijke Rechtsvordering
- Wijziging Wetboek van Strafvordering (primair)
- Wetgevingskwaliteit
- Privaatrecht, inclusief personen- en familierecht
- Verbod verenigingen en financiering
- Faillissementswet
- Algemene wet bestuursrecht
- Auteursrecht/intellectuele eigendom
- Kansspelen
- Bescherming persoonsgegevens
- Autoriteit Persoonsgegevens
- Dienst Justis
- CJIB
- Raad Strafrechtstoepassing en Jeugdbescherming
- Raad voor de Kinderbescherming

## Ministers
Vanaf 2017 hebben onderstaande personen dit ambt vervuld:
| Kabinet   | Periode   | Justitie en Veiligheid |
| --------- | --------- | ---------------------- |
| Rutte III | 2017-2022 | Sander Dekker          |
| Rutte IV  | 2022-2024 | Franc Weerwind         |